# Fernando Cuadra
Fernando Cuadra Pinto (Rancagua, 1927 - Santiago, 31 de mayo de 2020) fue un dramaturgo, actor y director de teatro chileno.

## Biografía
Hizo la enseñanza primaria y media en el Instituto O'Higgins de Rancagua, dirigido por los Hermanos Maristas y continuó sus estudios superiores en el Pedagógico de Santiago, donde se tituló en 1944 de profesor de Castellano y Filosofía.
Destacado autor de obras teatrales de corte poético, histórico-costumbrista y con crítica social. Ha escrito una sesentena de piezas, siendo la primera Cinco lagartos (1943). Debutó como actor en 1955 con la obra La hermosa gente en el Teatro Petit Rex. Obtuvo el Premio del Teatro Experimental de la Universidad de Chile en dos oportunidades (por Las Medeas y Las murallas de Jericó) y el Premio Municipal por La niña en la palomera, obra basada en el secuestro de una adolescente en Santiago que conmocionó a la sociedad capitalina en la época y que en 1990 sería llevada al cine por Alfredo Rates.
Ejerció como profesor en el Internado Nacional Barros Arana y en las universidades de Chile, donde fue decano de la Facultad de Artes (1983-06.1986), Católica de Santiago y Católica de Valparaíso.
Miembro de número de la Academia Chilena de Bellas Artes (se incorporó el 11 de agosto de 1977, ocupando el sillón n.º 17; fue vicepresidente) y director del Instituto Profesional de Teatro La Casa en Santiago (que fundó el 20 de noviembre de 1979 y que se ubicaba en Romero 2421, Estación Central), escribió también ensayos sobre temas teatrales y poéticos. Cuadra cerró en 2011 su instituto y al año siguiente dificultades económicas le obligaron a poner en venta el Teatro La Palomera, "la sala que tenía a la vuelta, en García Reyes 58» y que había inaugurado en 2002; «después postuló a un Fondart para estrenar una obra escrita por Benjamín Subercaseaux, pero no recibió el fondo» y ya, sin proyectos en la capital, se instaló en 2012 en la casa que tenía desde hacía treinta años en Cartagena, balneario donde se convirtió primero en vicepresidente de la Corporación Cultural para después pasar a encabezarla.
En 2013 Cuadra se quejaba de ser «el dramaturgo menos publicado» («No ha habido mayor interés en que se editen mis obras») y se lamentaba de que de las cerca de 60 piezas que ha escrito, "al menos la mitad no se ha estrenado".
Cuadra se instaló en 2015 en Santiago, en casa de sus parientes, donde falleció a los 94 años de edad la noche del domingo 31 de mayo de 2020 «rodeado de su familia y con tranquilidad de haber cumplido todos sus sueños», según informó en Facebook su sobrino nieto Daniel Pardo.

## Obras

### Piezas
(Lista incompleta)
- Cinco lagartos (1943)
- La encrucijada (1945)
- Las Medeas (1948)
- La ciudad de Dios (1949)
- Las murallas de Jericó (1950)
- Elisa (1953, comedia inspirada en el folclore local)
- La desconocida (1954, drama psicológico; inauguración sala Talía de la Sociedad de Autores Teatrales de Chile)
- La vuelta al hogar (1956, Teatro Lara, Madrid; drama costumbrista social)
- Doña Tierra (drama rural en tres actos; compañía Arlequín, 1956)
- El diablo está en Machalí (1958, drama costumbrista social)
- El mandamás (melodrama, compañía Teatro Bancario, 1958)
- Los sacrificados (1959, drama social)
- Rancagua 1814 (1960, drama histórico; Teatro Nacional Chileno de la Universidad de Chile; 1977)
- Los avestruces (drama social; compañía Arlequín, 1962)
- Los últimos días (adaptación de la novela de Bernardo Rivas; compañía Américo Vargas y Pury Durante, 1963)
- El oso en la trampa (1964, comedia dramática)
- Pan amargo (1964, crónica dramática)
- Laura en los infiernos (1964-65, comedia dramática)
- La niña en la palomera (1965, crónica dramática; estreno: 1966, dir: Fernando Colina, TEUC, sala Camilo Henríquez)[9]
- Fin de curso (1967, comedia dramática)
- Con el sol en las redes (1969)
- Croniteatro (una historia incompleta del teatro vhileno; compañía EAC, Universidad Católica de Chile, 1973)
- Chilean love o Como investigando el teatro chileno, descubriendo que el amor es algo esplendoroso, a pesar  de la bomba atómica, Los Beatles y los chicles Dos en Uno (Teatro Universidad de Chile, sede Valparaíso, 1975)
- Las alegres comadres de Windsor, versión de la obra homónima de Shakespeare (Teatro Nacional Chileno de la Universidad de Chile, 1975)
- El corderito dorado y la princesa Mañunga (cuento infantil; compañía Remolino, Teatro El Ángel, 1975; puesta en escena también como La princesa Mañunga y el corderito dorado por la misma compañía, dir: Gastón Quezada; Centro Cultural de La Reina, 1991)[10]
- Preludio y fuga para dos (Teatro El Túnel, 1975)
- La familia de Marta Mardones (comedia dramática; estreno: 1976; dir: Pedro Mortheiru, Teatro Teknos de la Universidad Técnica del Estado)[9]
- Sueño de una noche de berano, versión de la obra homónima de Shakespeare (Teatro itinerante del Ministerio de Educación, 1978)
- Coloquios para una tarde de otoño (1981)
- El día en que comenzó la investigación de la muerte de Lidia Fernández (compañía La Casa, 1986)
- Huinca emperador (temporada mayo-junio de 1987, Teatro La Casa)[7]
- Aniversario (escrita en diciembre de 1988; estrenada el 23.01.1989 por el matrimonio de actores Gabriela Medina y César Arredondo en el teatro Las Tablas 3 de Viña del Mar)[11]
- Los monologantes o Las cuatro patas de la mesa, con Aldo Droguett (1997; cuatro monólogos de personajes vinculados con Antígona; Cuadra se encargó de los personajes femeninos; Droguett, de los masculinos. Teatro La Casa, sala El Galpón de la Casa)[9]
- Los ocelotes (1997, Teatro La Casa)
- Malte (1998, Teatro La Casa, sala El Galpón de la Casa)
- Héctor en el horno (1999, Teatro La Casa)
- Misha, basada en cartas del escritor ruso Fiódor Dostoievski
- El polaco, adaptación de la obra Hughie, de Eugene O'Neill (2002)
- Mientras tanto (2015, sala Antonio Varas; monólogo)

## Publicaciones

### Teatro
- Con el sol en las redes, Apuntes, n.º75, Teatro de Ensayo de la Universidad Católica de Chile, 1969
- La niña en la palomera, Ercilla de Zinzag, Santiago, 1970 (Pehuén, 1986)
- La familia de Marta Mardones, Mapocho, 1978
- Doña Tierra; La niña en la palomera; La familia de Marta Mardones, Editorial Nascimento, Santiago, 1979

### Novela
- Por el jardín caminan los extraños, Editorial Universitaria, Santiago, 1992

### Ensayos
- La poesía de Óscar Castro, Editorial del Pacífico, 1969
- 'Galileo Galilei', el teatro de la era científica, ediciones Ercilla de Zinzag, Santiago, 1970
- 'Las sillas': técnica, contenido y significado; Signos, Instituto de Lengua y Literatura, Universidad Católica de Valparaíso, 1971
- Apuntes para una visión social del teatro chileno, revista EAC, Universidad Católica de Chile, 1972
- Estructura y contenido del teatro contemporáneo; Signos, Instituto de Lengua y Literatura, Universidad Católica de Valparaíso, 1973

## Premios
- Premio del Teatro Experimental de la Universidad de Chile 1948 por Las Medeas
- Premio del Teatro Experimental de la Universidad de Chile 1950 por Las murallas de Jericó
- Premio Carlos Cariola de la Sociedad de Autores Teatrales 1965
- Premio Municipal de Literatura de Santiago 1968 por La niña en la palomera
- Premio Gabriela Mistral 1968 por La niña en la palomera
- Primer premio en el concurso nacional Obras de Teatro CRAV-TUC 1968 con la pieza Romance del Miguel con la María (patrocinado por la Universidad de Concepción)[12]
- Premio Apes 1975
- Premio Pedro de Oña 1976 de la Municipalidad de Ñuñoa
- Premio Coral Negro 1991 en el Festival de Cine de La Habana por la versión cinematográfica de La niña en la palomera
- Premio Pen-Club 1991 por la novela Por el jardín caminan los extraños
- Premio Municipal de Arte de Santiago 2012